# Олга Јанчић
Олга Јанчић (Битољ, 1. фебруар 1929 — Београд, 26. октобар 2012) била је српска вајарка.

## Биографија
Олга Јанчић са родитељима 1930. долази у Београд где похађа основну школу (1936-1940) и IV женску гимназију (1940-1945). Године 1945. уписује Академију ликовних уметности у Београду код професора Лојза Долинара и Томе Росандића а после завршених студија од 1950. до 1954. је на специјализацији у Мајсторској радионици Томе Росандића.
Од 1948. године учествује на бројним колективним изложбама у земљи и иностранству. Прву самосталну изложбу одржала је 1959. године у Београдy
Учествовала је 1957. на изложби савремене српске скулптуре, Галерија УЛУС-а, Београд.
Један је од оснивача групе „Простор 8“ 1957. године.
Излагала је у оквиру Југословенског павиљона на Светској изложби у Бриселу 1958. године. Један је од десет уметника који су излагали на првом Октобарском салону 1960 године.
Граду Београду 1993. године предаје легат од деведесет скулптура који се данас чува у Кући легата.
Преминула је 26. октобра 2012. године у 83. години живота у Београду.

## Уметност
Скулпторска уметност Олге Јанчић постављено је још у самом почетку стваралаштва на стабилним основа преткласичне и класичне европске уметности, колико и на постулатима високог модернизма одакле је она изградила један аутентични пластички свет јединствен у српском и југословенском вајарству. Било да се иражавала у пуној, волуминозној форми или у рељефима, она је истраживала елементарну суштину иконичке представе остављајући посматрачима довољно простора да њене радове употпуне властитом перцепцијом и имагинацијом. За Олгу Јанчић скулпторско дело је било место на коме је од архетипова правила монументалну магијску представу, каткада изобличавајући њен смисао, каткада и самим називом радова упућујући посматрача ка јасном запажању или различитим асоцијацијама од еротског до наративног, од изгледа тектонских маса до псеудофигуративних композиција.
Два су материјала у коме она ствара: камен (каткада мермер) и бронза, и у оба случаја траг и потез њене руке било да клеше или да обликује гипсану масу, водили су ка изазивању менталних и визулених сензација која покрећу и задовољавају естетске потребе гледалаца. Од педесетих година прошлог века Олга Јанчић је давала пуни допринос ономе што је у критици названо савременост у ликовним уметностима и са својим делима она је равноправно стајала са истовременим сликарством које је било испирисано истим креативним мотивима који су произашли из те епохе.

## Награде
- 1959. Награда за скулптуру на I међународном бијеналу младих, Париз
- 1960. Награда за скулптуру на I бијеналу младих, Ријека
- 1961. Награда за скулптуру на IV медитеранском бијеналу, Александрија
- 1961. Награда за скулптуру на I тријеналу ликовних уметности, Београд
- 1973. Награда за скулптуру на I југословенском бијеналу мале пластике, Мурска Собота
- 1977. Награда „Политике“ из Фонда Владислав Рибника, Београд
- 1977. Награда УЛУС-а на изложби Простор '77, Београд
- 1984. Награда за скулптуру на Октобарском салону, Београд
- 1987. Октобарска награда града Београда за скулптуру, Београд
- 1995. Награда за скулптуру на II бијеналу цртежа и мале пластике, Београд

## Самосталне изложбе
- 1959 Уметнички павиљон Београд, Београд, Модерна галерија, Љубљана, Галерија ликовних умјетности, Ријека
- 1960 Градска галерија сувремене умјетности, Загреб, Festival of the Visual Arts, Harrogate (Енглеска)
- 1964 Салон Модерне галерије, Београд
- Олга Јанчић, Форма (1990), Народни музеј Краљево1975 Galerie Heritage, Toronto
- 1977 Галерија Дома ЈНА, Београд, Народни музеј, Крагујевац
- 1981 Народни музеј, Лабин, Изложбени салон, Пула
- 1982 Атријум, Крижанке, Љубљана, Галерија Форум, Загреб, Ликовна галерија Културног центра, Београд
- 1987 Музеј савремене уметности, ретроспективна изложба, Београд
- 1991 Ликовна галерија Културног центра, Београд, Градска галерија, Ужице
- 1992 Господар-Васин конак, Краљево
- 1994 Galerie du Centre Culturel Yougoslave, Paris
- 1997 Уметничка галерија, Крушевац, Галерија УЛУС, Београд
- 1998 Галерија Цептер, Београд, Савремена галерија уметничке колоније Ечка, Зрењанин
- 2005 Музеј 25. мај, ретроспективна изложба, Београд
- 2007 Уметничка галерија ХАОС, Цртежи и мала , Београд
- 2018 Кућа легата, Легат Олге Јанчић, Београд

## Скулптуре у слободном простору
- 1957. Композиција, камен, Петроварадинска тврђава, Нови Сад
- 1963. Материнство III, камен, Порторож
- 1965. Затворен облик III, мермер, Врњачка Бања
- 1969. — 1970. Језгро облика II, мермер, Парк скулптуре, Музеј савремене уметности, Београд
- 1971. Језгро облика VI, мермер, Аранђеловац
- 1975. Плод VIа, мермер, Вандусенова ботаничка башта, Ванкувер
- 1977. Лабински склоп, камен, Парк скулптура, Лабин
- 1977. Велики трином, мермер, Савски кеј, Београд
- 1984. Хиљадудеветстоосамдесетпета, бронза, Краљево